# Sofie Van Accom
Sofie Van Accom (7 juni 1989) is een Belgische atlete, die gespecialiseerd is in de middellange afstand en het veldlopen. Ze werd tot op heden tienmaal Belgisch kampioene.

## Loopbaan
Van Accom werd in 2013 en 2014 zowel indoor als outdoor Belgisch kampioene op de 1500 m. Begin 2014 werd ze ook Belgische kampioene op de korte cross.
Vanaf 2015 concentreerde Van Accom zich tijdens de winter op het veldlopen op de lange cross. Ze probeerde het ook op de 3000 m steeple. Ze werd bij haar debuut meteen Belgisch kampioene. Later dat jaar werd ze ook kampioene op de 1500 m.
In 2016 behaalde Van Accom haar vierde opeenvolgende Belgische titel op de 1500 m. Tijdens de Nacht van de Atletiek bracht ze haar persoonlijk record naar 4.07,30, de tweede beste Belgische prestatie tot dan toe.
Van Accom is aangesloten bij AC Herentals.

## Belgische kampioenschappen
Outdoor
| Onderdeel             | Jaar                         |
| --------------------- | ---------------------------- |
| 1500 m                | 2013, 2014, 2015, 2016, 2018 |
| 3000 m steeple        | 2015                         |
| veldlopen korte cross | 2014                         |
| veldlopen             | 2020                         |

Indoor
| Onderdeel | Jaar       |
| --------- | ---------- |
| 1500 m    | 2013, 2014 |

## Persoonlijke records
Outdoor
| Onderdeel      | Prestatie | Datum            | Plaats         |
| -------------- | --------- | ---------------- | -------------- |
| 800 m          | 2.03,92   | 27 mei 2017      | Oordegem       |
| 1500 m         | 4.07,30   | 16 juli 2016     | Heusden        |
| 1 Eng. mijl    | 4.41,47   | 9 augustus 2014  | Kessel-Lo      |
| 3000 m         | 9.05,71   | 20 augustus 2017 | Lebbeke        |
| 5000 m         | 16.08,42  | 8 augustus 2018  | Herentals      |
| 3000 m steeple | 10.24,97  | 2 mei 2015       | Heusden-Zolder |
| 5 km           | 16.38     | 31 december 2016 | Trier          |

Indoor
| Onderdeel   | Prestatie | Datum            | Plaats     |
| ----------- | --------- | ---------------- | ---------- |
| 800 m       | 2.09,12   | 5 januari 2014   | Gent       |
| 1500 m      | 4.14,45   | 5 februari 2015  | Gent       |
| 1 Eng. mijl | 4.51,07   | 21 februari 2015 | Birmingham |
| 3000 m      | 10.07,06  | 8 februari 2013  | Gent       |

## Palmares

### 1500 m
- 2013:  BK AC indoor - 4.40,65
- 2013:  BK AC - 4.20,76
- 2014:  BK AC indoor - 4.38,16
- 2014:  BK AC - 4.27,29
- 2015:  BK AC - 4.22,12
- 2016:  BK AC - 4.13,14
- 2017:  BK AC - 4.14,47
- 2018:  BK AC - 4.18,12
- 2020:  BK AC - 4.22,79
- 2021:  BK AC - 4.16,33
- 2022:  BK AC - 4.18,12

### 3000 m steeple
- 2015:  BK AC - 10.24,97

### veldlopen
- 2014:  BK korte cross in Wachtebeke
- 2014:  Warandeloop (korte cross = 2500 m) - 7,56
- 2017:  BK in Wachtebeke
- 2018:  BK in Laken
- 2019:  BK in Laken
- 2020:  BK in Laken